# 거창 성기성
거창 성기성(居昌 聖基城)은 대한민국 경상남도 거창군 주상면에 있는 조선시대의 성곽으로 산 정상부를 성 안으로 하고 있는 테뫼식 산성이다.
1983년 12월 20일 경상남도의 문화재자료 제100호 성기성으로 지정되었다가, 2018년 12월 20일 현재의 명칭으로 변경되었다.

## 개요
경상남도 거창군 주상면 성기리에 있는 성곽으로, 산 정상부를 성 안으로 하고 있는 테뫼식 산성이다.
자연 암반 위에 자연석을 받쳐 쌓아올린 성벽으로 현재 30m 정도만이 남아있다. 임진왜란 때 의병들이 쌓은 성이라고 전해지고 있으나, 확실하지는 않다. 성이 산꼭대기에 있으며, 성벽을 만들 때 외벽은 돌로 쌓고 안벽은 흙으로 밋밋하게 쌓는 내탁법을 사용한 점으로 보아, 삼국시대에 만들어져서 조선시대까지 계속해서 사용된 것으로 보인다.

## 참고 자료
- 성기성 - 국가유산청 국가유산포털